# 圣莱奥卡迪
圣莱奥卡迪（法語：Sainte-Léocadie，法語發音：[sɛ̃t leɔkadi] ⓘ）是法国东比利牛斯省的一个市镇，属于普拉德区。

## 地理
圣莱奥卡迪（42°26'12"N, 2°0'12"E）面积8.88 平方千米，位于法国奧克西塔尼大區东比利牛斯省，该省份为法国大陆部分最南部的省份，涵盖了北加泰罗尼亚，北起奥德省，西接阿列日省和安道尔，南与西班牙接壤，东临地中海。
与圣莱奥卡迪接壤的市镇（或旧市镇、城区）包括：利维亚、萨亚古斯、埃尔、奥塞雅、纳于雅、马达姆堡。
圣莱奥卡迪的时区为UTC+01:00、UTC+02:00（夏令时）。

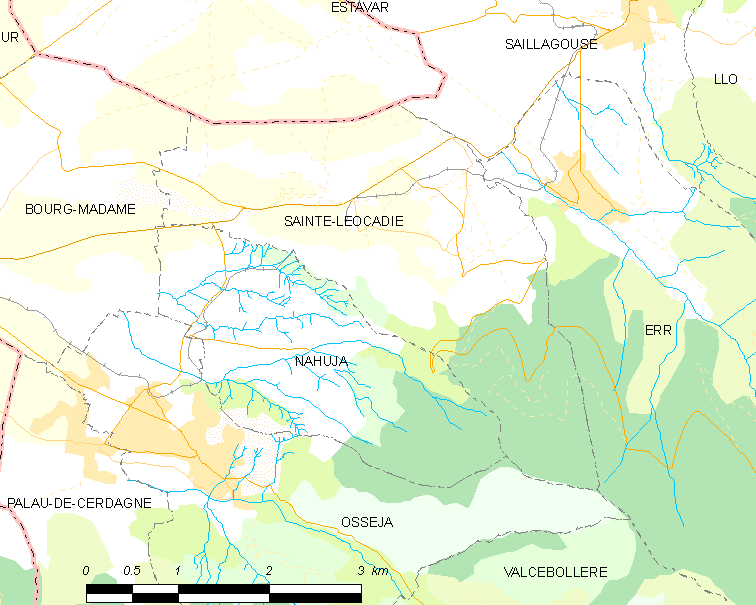
圣莱奥卡迪的OSM定位图

## 行政
圣莱奥卡迪的邮政编码为66800，INSEE市镇编码为66181。

## 政治
圣莱奥卡迪所属的省级选区为加泰罗尼亚比利牛斯县。

## 人口

1962-2008年间圣莱奥卡迪人口变化图示

圣莱奥卡迪于2022年1月1日时的人口数量为140人。